# Embd
Embd je obec v německy mluvící části švýcarského kantonu Valais, v okrese Visp. Žije zde 295 obyvatel.

## Geografie
Embd se nachází v přední části údolí Mattertal. Embd je poměrně strmá obec s průměrným sklonem 55 %, tj. 29°. Sousedními obcemi jsou Ergisch, Grächen, Oberems, St. Niklaus, Törbel a Unterbäch. Tvoří ji řady rozptýlených osad, včetně centrální osady Flue v nadmořské výšce asi 1350 metrů, a osady Kalpetran, která zahrnuje stanici dráhy Matterhorn Gotthard Bahn (dříve BVZ Zermatt-Bahn). V obci jsou v provozu lanové dráhy Kalpetran–Embd a Embd–Schalb.

## Historie
Obec je poprvé zmiňována v roce 1250 jako Emeda. V roce 1330 je zmiňována jako Embda a Emda. Obec byla sídlem pánů z Embdy, kteří podléhali katedrální kapitule v Sionu. Jejich sídlem byla věž Rotigo Turm. Ta byla poprvé zmíněna v listině z roku 1211 a údajně existovala až do roku 1852. V roce 1771 se Embd oddělil od farnosti Stalden a stal se samostatnou farností. Současný farní kostel byl postaven v roce 1960. Na počátku 30. let 20. století byla obec spojena s údolím lanovkou, která byla koncem 50. let 20. století nahrazena lanovkou pozemní. Od roku 1983 vede do údolí silnice.

## Obyvatelstvo
| Vývoj počtu obyvatel | Vývoj počtu obyvatel | Vývoj počtu obyvatel | Vývoj počtu obyvatel | Vývoj počtu obyvatel | Vývoj počtu obyvatel | Vývoj počtu obyvatel | Vývoj počtu obyvatel | Vývoj počtu obyvatel | Vývoj počtu obyvatel | Vývoj počtu obyvatel | Vývoj počtu obyvatel |
| -------------------- | -------------------- | -------------------- | -------------------- | -------------------- | -------------------- | -------------------- | -------------------- | -------------------- | -------------------- | -------------------- | -------------------- |
| Rok                  | 1798                 | 1850                 | 1900                 | 1941                 | 1950                 | 1970                 | 2000                 | 2010                 | 2012                 | 2014                 | 2016                 |
| Počet obyvatel       | 149                  | 204                  | 263                  | 431                  | 395                  | 420                  | 353                  | 315                  | 311                  | 304                  | 300                  |

V roce 2018 žilo v obci 295 obyvatel. V roce 2000 hovořilo 98,6 % obyvatel obce německy. K římskokatolické církvi se hlásí 92,4 % obyvatel.

## Hospodářství
U obce Embd se v letech 1945 až 1993 v lomu Wäng komerčně těžil zelený deskový křemenec, který má mimořádný význam pro regionální architekturu. Je známý také jako kalpetranský kvarcit podle místa nakládky Kalpetran, obce Embd a zastávky na dráze Brig-Visp-Zermatt Bahn.

## Fotogalerie

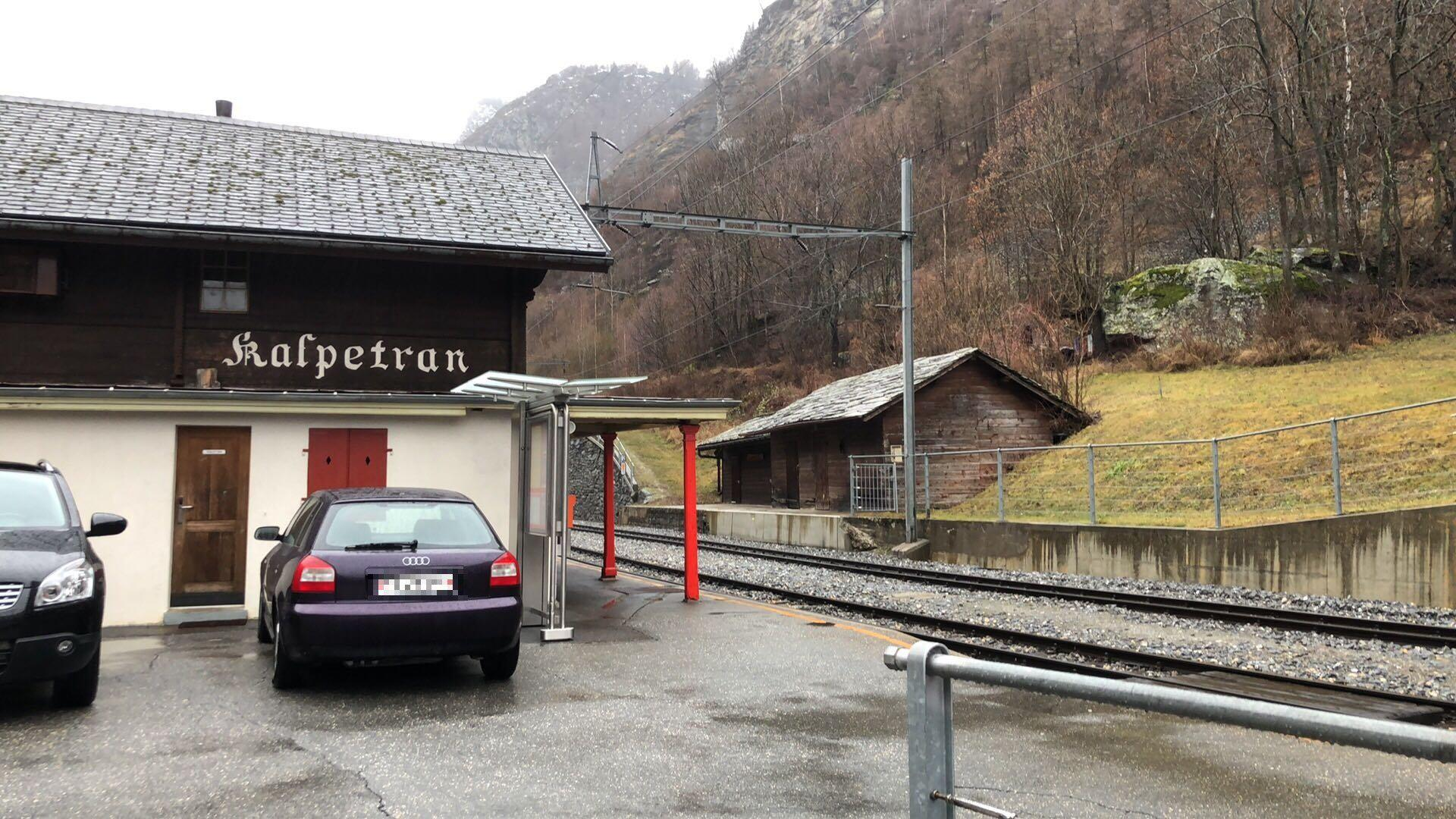
Železniční stanice Kalpetran
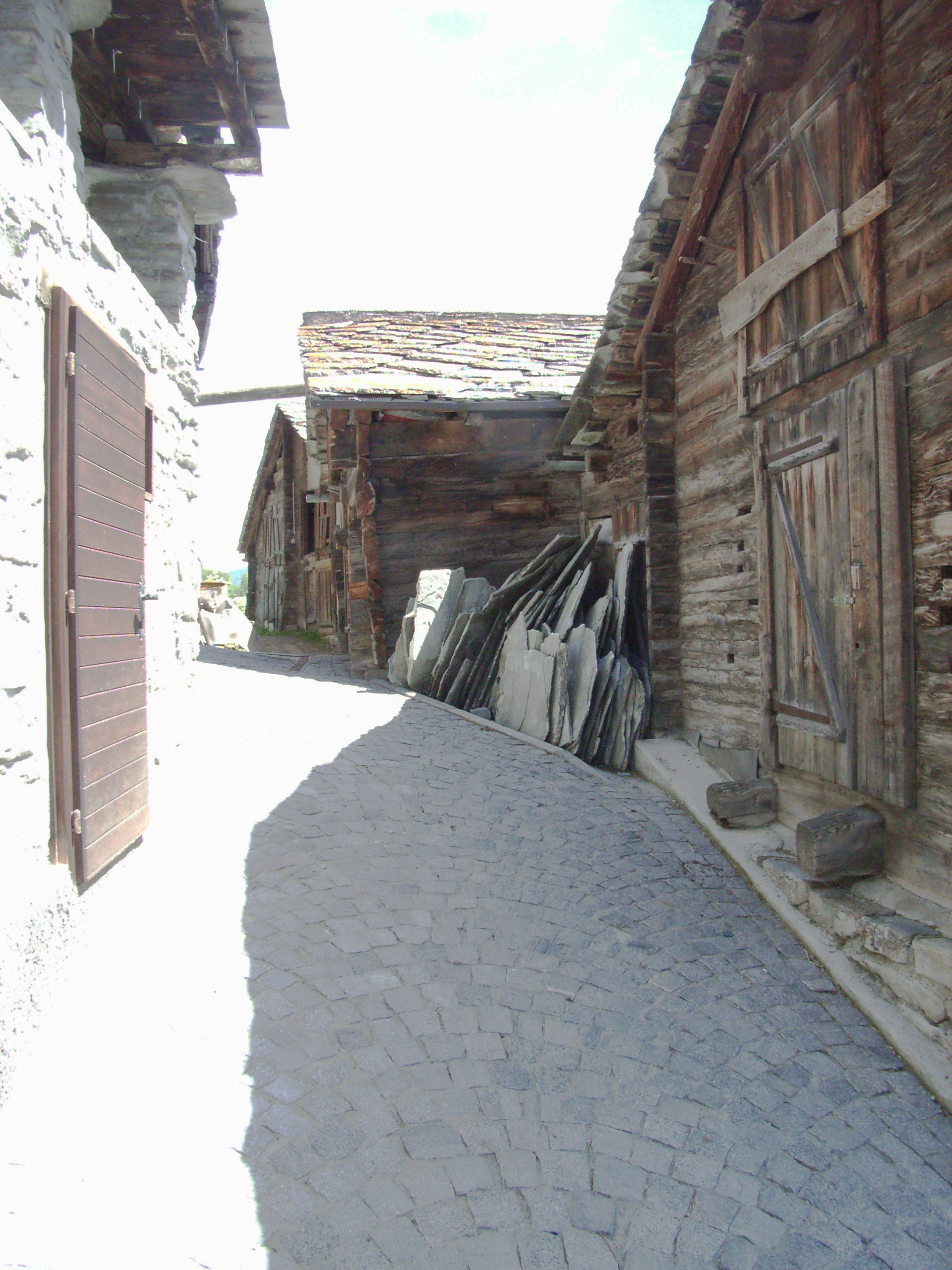
Embd